# Cyrtomium membranifolium
Cyrtomium membranifolium là một loài thực vật có mạch trong họ Dryopteridaceae. Loài này được Ching & Shing miêu tả khoa học đầu tiên năm 1997.